# Tripou
Le tripou, « tripette » en français, (pluriel tripous ou tripoux) est un plat de ménage à base de tripes de veau. On en trouve en Auvergne et surtout dans le département du Cantal. Il en existe également dans sa forme dérivée en Aveyron et dans le Haut-Languedoc.

## Étymologie
Son nom est une francisation du terme occitan tripon qui se prononce « tripou ».

## Préparation
Les tripous sont préparés avec de la tripe de veau coupée, garnie de morceaux plus petits de panse puis roulée dans une panse de mouton (plus souvent d'agneau) et attachée avec du boyau fin ou une ficelle. Leur cuisson se fait pendant plus de quatre heures dans un fond de veau, salé, poivré, aromatisé de vin blanc, avec carottes et tomates.

## Commerce
La fraise de veau, qui entre dans la composition, a été pendant un temps interdite à la vente puis autorisée à nouveau en 2015. De ce fait, elle n'était majoritairement plus utilisée dans les tripous du commerce.

## Pansette de Gerzat

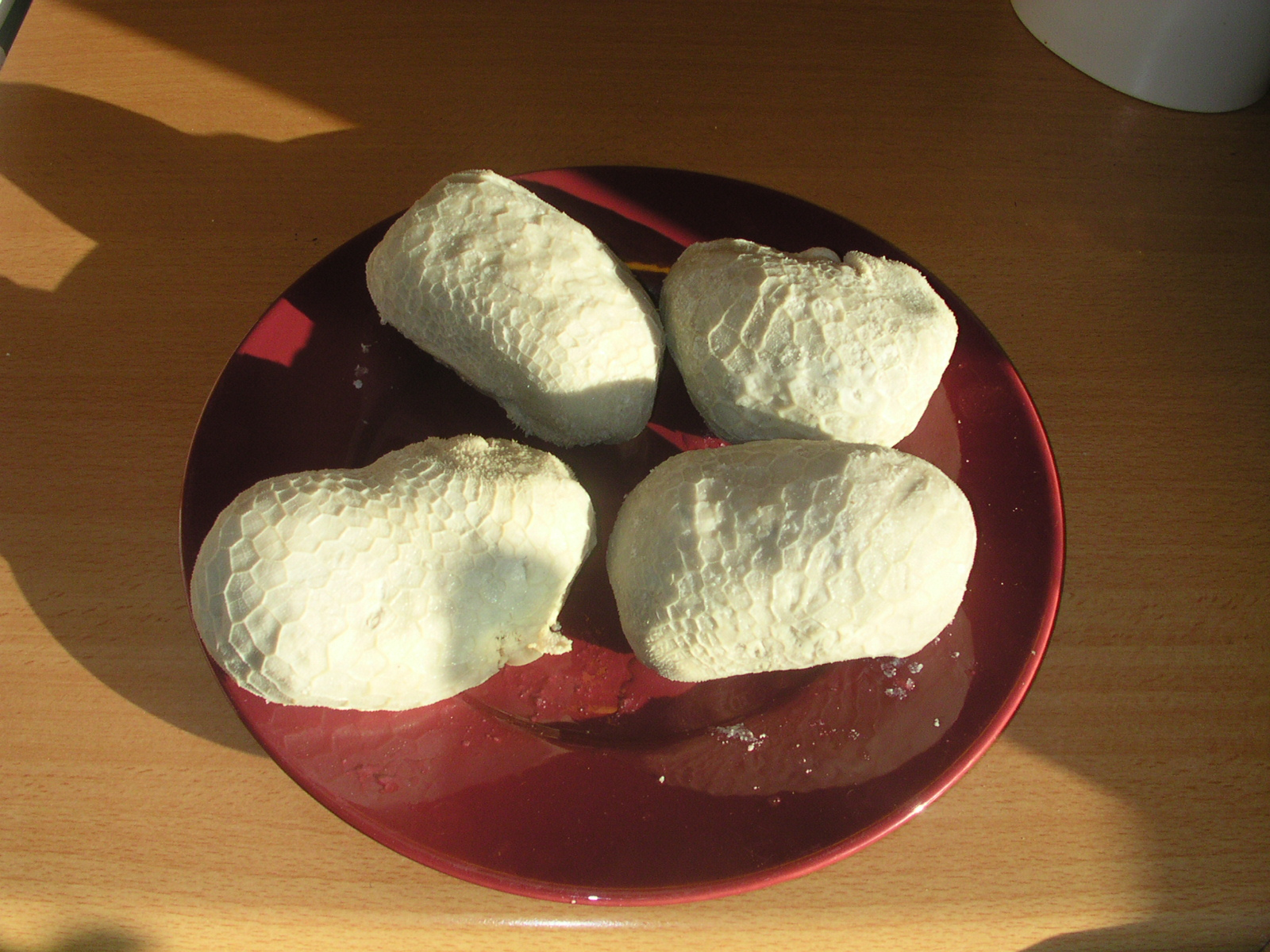
Pansette de Gerzat.

Ce mets, très proche du tripou, est élaboré avec une panse d’agneau farcie de panses hachées. Cette très vieille recette était faite à base « de moutons élevés dans ce qui était un marais aux portes de Gerzat. Elle se présente sous forme d’une boule de 8 à 10 cm de diamètre. Cette triperie cuite, dont l’enveloppe est le bonnet d’agneau, contient les autres parties de l’estomac : le feuillet, la panse et la caillette avec oignons, sel poivre, ».
Ce mets est généralement consommé grillé, ou en papillote ou bien encore en sauce. Celle-ci peut être soit au vin blanc, soit à la moutarde, soit au bleu d’Auvergne. Il s'accompagne le plus souvent de légumes tels que les lentilles, les pommes de terre ou le chou.

## Service
Les tripous sont servis le plus souvent avec un aligot (tome fondue dans une purée de pommes de terre) en Aveyron, de la truffade en Auvergne (pommes de terre en rondelles rissolées avec de la tome de salers) ou tout simplement des pommes de terre cuites à l'eau. Mais le riz blanc se marie bien également.
Ce plat se mange aussi traditionnellement tôt le matin, parfois après avoir passé une nuit blanche (mariage, soirée en discothèque, fête de village, etc.). Les tripous sont constitués principalement de collagène (protéines) : moins de 5 % de matières grasses, moins de 100 kcal/100 g. Ils sont connus pour leur odeur caractéristique. Un oignon rouge cru peut les accompagner en Aveyron.

## Accord mets-vin
Ces deux mets appellent un vin blanc, sec, jeune et fruité, comme un Gaillac, un Sancerre, un Quincy, un Saint-Pourçain, un Reuilly ou un Pouilly-sur-loire mais aussi un rouge local (Gaillac ou Marcillac).

## Préparations similaires
- Tripou trenèl dans les territoires d'élevage ovin de l'Aveyron méridional.
- Pieds et paquets en Provence.
- Défarde en Drôme provençale
- Manouls de La Canourgue dans les territoires d'élevage ovin de Lozère.
- Haggis écossais (de la panse de brebis farcie avec un mélange d'avoine), tourné en ridicule par Jacques Bodoin.
- Tablier de sapeur originaire des zones d'élevages autour de la région lyonnaise.

## Fêtes gourmandes
- Chaque année, la fête des Tripoux, qui a lieu à Thiézac, est l'occasion d'un concours et de dégustations[5].
- Tous les deuxièmes week-ends d'octobre, a lieu la foire à la pansette de Gerzat. On y trouve la Confrérie des paladins de la pansette de Gerzat[2].